# لینوکس (آلاباما)
لینوکس (به انگلیسی: Lenox) یک منطقهٔ مسکونی در ایالات متحده آمریکا است که در شهرستان کونه‌کو، آلاباما واقع شده‌است. لینوکس ۳۷ نفر جمعیت دارد و ۸۸٫۰۹ متر بالاتر از سطح دریا واقع شده‌است.